# Baron Rennell

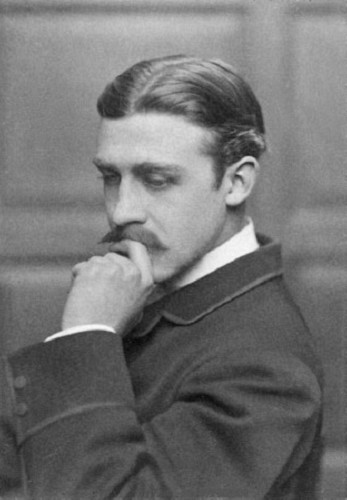
Rennell Rodd, 1. Baron Rennell, um 1901

Baron Rennell, of Rodd in the County of Hereford, ist ein erblicher britischer Adelstitel in der Peerage of the United Kingdom.

## Verleihung
Der Titel wurde im Jahre 1933 für den Diplomaten und früheren Botschafter Sir Rennell Rodd geschaffen. Dieser war auch einige Jahre Abgeordneter des House of Commons gewesen.

## Liste der Barone Rennell (1933)
- (James) Rennell Rodd, 1. Baron Rennell (1858–1941)
- Francis James Rennell Rodd, 2. Baron Rennell (1895–1978)
- John Adrian Tremayne Rodd, 3. Baron Rennell (1935–2006)
- James Roderick David Tremayne Rodd, 4. Baron Rennell (* 1978)

Aktuell existiert kein Titelerbe.